# Joint&Jam 〜global dance traxx〜
『Joint&Jam 〜global dance traxx〜』（ジョイント・アンド・ジャム グローバル・ダンス・トラックス）は、JFNCの制作により、JFN系列各局で2010年10月から2022年3月までの11年半に亘って放送されていたラジオ番組である。パーソナリティはDJ JIN。番組へのお便りは、番組ハッシュタグは、#jointandjam、メールフォームから受け付けていた。

## 概要
クラブミュージック・ダンス・ミュージックに焦点を当てた音楽番組。DJ JINがセレクトや、DJプレイを披露し、DJ HERIは進行役を担当。
2022年3月の放送をもって終了した。

## コーナー
- スローバック

クラブミュージック・ダンス・ミュージックを厳選してふりかえる。毎週、過去の年号から外国で流行したクラブミュージック・ダンス・ミュージックを、DJ HERIが音楽を流しながら、曲を流した後にタイトルを紹介し振り返っていく。その後、一番その年号にヒットした曲から、DJ JINによる、日本・世界の情勢を説明する。
- ノンストップ・DJミックス

DJ JINが毎回クラブミュージック・ダンス・ミュージックで、テーマを変えて、ノンストップでDJ（テーマを用いて曲繋ぎをする）をする、途中、フリートークを交えつつメールを1通のみ紹介する、その後、時間までテーマのミュージック被せでかけ続ける。
- バイナルギャラリー

DJ JINが持参した秘蔵音源レコードを紹介した後、曲をかける。レコード・曲目リストについては、「AuDee（オーディー）」の番組ホームページで放送後に更新される）。その後、「HERI’sセレクト」と題して、DJ HERIが選曲したクラブミュージック・ダンス・ミュージックを流す。
- エンディング

出演者2人のイベント告知のトーク・フリートーク・番組のアクセス方法を紹介して終了。出演者2人の「よいしょ～」という掛け声で終了。

### CMフィラー
- （1）Bring Back The Funk (Feat. Dr Luke & A-Skillz)
- （2）Night In Tunisia (DJ Jazzy Jeff Remix)
- （3）Get Money（Jeff Lorber）
- （4）Rain Forest : Paul Hardcastle (Jazz Masters)

## レギュラー出演者
放送終了時点
- DJ JIN（RHYMESTER）
- DJ HERI（アシスタント）[6][注 3]

放送終了以前に降板
- 刈川杏奈（ナレーター）[7]

## ネット局
以下の情報は2022年3月の放送終了時点。全局「radiko」（プレミアムも含む）で聴取可能だった。
日曜19時台に放送されていた局では、2021年4月に原則月1回でレギュラー化され毎月最終日曜に『村上RADIO』（TOKYO FM制作）やそれ以外の単発番組を放送したために休止になる場合があった一方、それ以外の局についても単発番組の放送で休止になる場合があった。
放送時間の早い順から記載。
| 放送対象地域   | 放送局名                                     | 放送時間                        | 備考     |
| -------------- | -------------------------------------------- | ------------------------------- | -------- |
| 福井県         | 福井エフエム放送（FM FUKUI）                 | 土曜 11:00 - 11:55              |          |
| 栃木県         | エフエム栃木（RADIO BERRY）                  | 日曜 02:00 - 02:55 （土曜深夜） |          |
| [ 注 4 ]       | InterFM897                                   | 日曜 02:00 - 02:55 （土曜深夜） | [ 注 6 ] |
| 宮崎県         | エフエム宮崎（JOY FM）                       | 日曜 02:00 - 02:55 （土曜深夜） |          |
| 群馬県         | エフエム群馬（FM GUNMA）                     | 日曜 13:00 - 13:55              | [ 注 7 ] |
| 青森県         | エフエム青森（AFB）                          | 日曜 19:00 - 19:55              |          |
| 岩手県         | エフエム岩手（FM IWATE）                     | 日曜 19:00 - 19:55              |          |
| 秋田県         | エフエム秋田（AFM）                          | 日曜 19:00 - 19:55              |          |
| 福島県         | エフエム福島（ふくしまFM）                   | 日曜 19:00 - 19:55              |          |
| 新潟県         | エフエムラジオ新潟（FM-NIIGATA）             | 日曜 19:00 - 19:55              |          |
| 長野県         | 長野エフエム放送（FM長野）                   | 日曜 19:00 - 19:55              |          |
| 富山県         | 富山エフエム放送（FMとやま）                 | 日曜 19:00 - 19:55              |          |
| 石川県         | エフエム石川（HELLO FIVE）                   | 日曜 19:00 - 19:55              |          |
| 三重県         | 三重エフエム放送 （レディオキューブ FM三重） | 日曜 19:00 - 19:55              |          |
| 滋賀県         | エフエム滋賀（e-radio）                      | 日曜 19:00 - 19:55              |          |
| 兵庫県         | 兵庫エフエム放送（Kiss FM KOBE）             | 日曜 19:00 - 19:55              |          |
| 島根県・鳥取県 | エフエム山陰（V-air）                        | 日曜 19:00 - 19:55              |          |
| 岡山県         | 岡山エフエム放送（FM OKAYAMA）               | 日曜 19:00 - 19:55              |          |
| 広島県         | 広島エフエム放送（HFM）                      | 日曜 19:00 - 19:55              |          |
| 山口県         | エフエム山口（FMY）                          | 日曜 19:00 - 19:55              |          |
| 徳島県         | エフエム徳島（FM TOKUSHIMA）                 | 日曜 19:00 - 19:55              |          |
| 香川県         | エフエム香川（FM香川）                       | 日曜 19:00 - 19:55              |          |
| 佐賀県         | エフエム佐賀（FMS）                          | 日曜 19:00 - 19:55              |          |
| 熊本県         | エフエム熊本（FMK）                          | 日曜 19:00 - 19:55              |          |
| 大分県         | エフエム大分（Air-Radio FM88）               | 日曜 19:00 - 19:55              |          |

## 関連番組
- 『RADIO DISCO』

InterFM897で放送されているDJ OSSHYによるディスコ番組。
- 『FAMILY DISCO』[9]

本番組と同じく、JFNCの制作によりJFN系列各局で放送されているDJ OSSHYによるディスコ番組。ディスコソングをノンストップで演奏する。コーナーとして、『DJ OSSHYのハッ！としてグッド』では、ゲスト（歌手・シンガー）からのコメントを流し、ゲストの関連曲を流す。
- 『横浜DiscoTrain』[10]

横浜エフエム放送で放送されているDJ OSSHYによるミニ番組。10分のディスコソングを時間までかける。
- 『SATURDAY NIGHT VIBES』

J-WAVEで放送されているDJ TAROによる生放送のノンストップDJ番組。
- 『MURO presents KING OF DIGGIN'』[11]

TOKYO FMで放送されている、「世界一のDigger」と称して活動するDJ・MUROのラジオ番組。毎週、テーマを絞って楽曲をセレクトしてノンストップで音楽をかける。司会はMACKA-CHIN。提供は「千代田ホテル」であるが、『This is program to by 千代田ホテル』との呼び込みのみでラジオCMがない。